# Fort Berthold (Dakota del Norte)
Fort Berthold es un territorio no organizado ubicado en el condado de McKenzie en el estado estadounidense de Dakota del Norte. En el Censo de 2010 tenía una población de 1399 habitantes y una densidad poblacional de 3,34 personas por km².

## Geografía
Fort Berthold se encuentra ubicado en las coordenadas 47°50′45″N 102°42′20″O / 47.84583, -102.70556. Según la Oficina del Censo de los Estados Unidos, Fort Berthold tiene una superficie total de 418.61 km², de la cual 388.85 km² corresponden a tierra firme y 29.76 km² (7.11 %) es agua.

## Demografía
Según el censo de 2010, había 1399 personas residiendo en Fort Berthold. La densidad de población era de 3,34 hab./km². De los 1399 habitantes, Fort Berthold estaba compuesto por el 3.86 % blancos, el 0 % eran afroamericanos, el 94.21 % eran amerindios, el 0.07 % eran asiáticos, el 0 % eran isleños del Pacífico, el 0.36 % eran de otras razas y el 1.5 % pertenecían a dos o más razas. Del total de la población el 5.15 % eran hispanos o latinos de cualquier raza.